# Матс Магнуссон
Матс Магнуссон (швед. Mats Magnusson; нар. 10 липня 1963, Гельсінборг, Сконе, Швеція) — шведський футболіст, що грав на позиції нападника.
Насамперед відомий виступами за «Бенфіку» та національну збірну Швеції. 

## Клубна кар'єра
У дорослому футболі дебютував 1981 року виступами за «Мальме». За цю команду провів п'ять сезонів, взявши участь у 38 лігових матчах (20 забитих голів). Був переможцем чемпіонату та кубка Швеції. 
1985/86 провів у складі швейцарського «Серветта», став найкращим бомбардиром клубу. Команда у підсумковій таблиці чемпіонату посіла лише 9 місце та програла фінал національного кубка.
По завершенні сезону повернувся до «Мальме». За два роки двічі здобував титул чемпіона Швеції та одного разу — володаря національного кубка.
Своєю грою привернув увагу представників тренерського штабу «Бенфіки», до складу якої приєднався 1987 року. Відіграв за лісабонський клуб наступні п'ять сезонів своєї ігрової кар'єри. Був основним гравцем атакувальної ланки команди. Дворазовий чемпіон Португалії. У 1988 та 1990 грав у фіналах Кубка європейських чемпіонів. В сезоні 1989/90 встановив особистий рекорд результативності та став найкращим бомбардиром чемпіонату Португалії (33 голи).
Завершив професійну ігрову кар'єру у клубі «Гельсінгборг», за команду якого виступав протягом 1992—1993 років.

## Виступи за збірну
1984 року дебютував в офіційних матчах у складі збірної Швеції. За сім років, проведених у формі головної команди країни, зіграв 31 матч та забив 9 голів.
У складі національної збірної Швеції був учасником чемпіонату світу 1990 року в Італії. На турнірі провів один матч.

## Титули і досягнення
- Фіналіст Кубка європейських чемпіонів (2):

«Бенфіка»:  1988, 1990
- Чемпіон Швеції (3):

«Мальме»:  1985, 1986, 1987
- Володар Кубка Швеції (2):

«Мальме»:  1984, 1986
- Чемпіон Португалії (2):

«Бенфіка»:  1989, 1991
- Володар Суперкубка Португалії (1):

«Бенфіка»:  1989
- Найкращий бомбардир Чемпіонату Португалії (1):

«Бенфіка»:  1990